# Saison 5 de Lost Girl
Chronologie
Saison 4 -
Cet article présente les seize épisodes de la cinquième et dernière saison de la série télévisée canadienne Lost Girl.

## Synopsis
Bo est une jeune femme succube élevée par des parents adoptifs humains dans la complète ignorance des traditions de son peuple, les Fées (Fae en version originale, terme générique qui inclut à peu près toutes créatures issues du « Petit peuple »). En fuite depuis des années, incapable d'assumer son mode d'alimentation (elle se nourrit de l'énergie sexuelle des humains, causant leur mort car elle n'a pas appris à maîtriser ce don), elle finit par entrer en contact avec la société des siens. Celle-ci est divisée en deux clans : les Fées de la Lumière et les Fées de l'Ombre. Toutefois, Bo refuse de choisir un camp, bien qu'elle soit devenue très proche de Dyson, un lycanthrope de la Lumière. Elle reste donc neutre et s'installe comme détective privée, elle intervient dans des affaires liées aux deux camps, avec l'aide de sa meilleure amie : Kenzi, une jeune humaine aux tendances kleptomanes.

## Distribution

### Acteurs principaux
- Anna Silk (VF : Marcha Van Boven) : Bo
- Kristen Holden-Ried (VF : Mathieu Moreau) : Dyson
- Zoie Palmer (VF : Nathalie Hugo) : Dr Lauren Lewis
- Rick Howland (en) (VF : Patrick Donnay) : Fitzpatrick « Trick » McCorrigan

### Acteurs Secondaires
- Ksenia Solo (VF : Violette Pallaro) : Kenzi Malikov (principal dans les autres saisons)
- Paul Amos (en) (VF : David Manet) : Vex, le Mesmer
- Luke Bilyk (VF : Alexis Flamant) : Mark[2]
- Rachel Skarsten (VF : Valérie Muzzi) : Tamsin

### Acteurs récurrents
- Amanda Walsh (VF : Fabienne Loriaux) : Elizabeth Helm / Zee / Zeus[2]
- Eric Roberts (VF : Robert Guilmard) : Hadès[2]
- Noam Jenkins (VF : Tony Beck) : Heratio / Hera[2]
- Shanice Banton (VF : Fanny Roy) : Iris[2]
- Lisa Marcos (VF : Sandrine Henry) : Alicia Welles
- Emmanuelle Vaugier (VF : Stéphanie Excoffier) : Evony Florette Marquis, l'ex Morrigan
- Vanessa Matsui (VF : Micheline Tziamalis) : Cassie (récurrence à travers les saisons)
- Inga Cadranel : Aifa (récurrence à travers les saisons)

### Invités
- Kate Corbett (VF : Delphine Chauvier) : Stacey (épisodes 1, 2 et 11)
- Michelle Nolden (VF : Maia Baran) : Freyja (épisodes 1 et 11)
- Hannah Anderson (VF : Sophie Frison) : Persephone (épisodes 2 et 10)
- Dax Ravina (VF : Pierre Bodson) : Seymour (épisode 5)
- Linda Hamilton (VF : Manuela Servais) : Acacia (épisode 11)

## Production

### Développement
Le 27 février 2014, Showcase a renouvelé la série pour une cinquième saison de treize épisodes et a repris la production en avril 2014. Le 25 août 2014, il est annoncé que cette saison sera la dernière et a été prolongée à seize épisodes.

### Casting
En avril 2014, Charisma Carpenter a décroché le rôle de Freyja, qui a finalement été interprété par Michelle Nolden.

### Diffusions
- Au Canada, la saison est diffusée depuis le 7 décembre 2014.
- Aux États-Unis, la saison est diffusée depuis le 17 avril 2015[5].
- Cette saison est inédite dans tous les pays francophones.

## Liste des épisodes

### Épisode 1:Une journée en enfer, première partie
- Canada : 7 décembre 2014 sur Showcase
- États-Unis : 17 avril 2015 sur Syfy
- France : 26 février 2016 sur Numéro 23[6]

- États-Unis : 654 000 téléspectateurs[7] (première diffusion)

### Épisode 2:Une journée en enfer, deuxième partie
- Canada : 14 décembre 2014 sur Showcase
- États-Unis : 24 avril 2015 sur Syfy
- France : 29 février 2016 sur Numéro 23[8]

- États-Unis : 610 000 téléspectateurs[9] (première diffusion)

Bo, qui a retrouvé Kenzi et l'a libérée, est restée coincée au Valhala. Pour en repartir, elle a besoin d'une bougie magique, appartenant à Hadès, qui lui ouvrira les portes de l'enfer.

### Épisode 3:Le Guerrier légendaire
- Canada : 21 décembre 2014 sur Showcase
- États-Unis : 1er mai 2015 sur Syfy
- France : 1er mars 2016 sur Numéro 23[8]

- États-Unis : 555 000 téléspectateurs[10] (première diffusion)

Bo et Tamsin protègent un guerrier japonais qui par son héroïsme légendaire doit s'élever pour devenir un dieu en récompense de sa bravoure. Cependant, elles découvrent que ce dernier cache un secret.

### Épisode 4:L'Égaré
- Canada : 28 décembre 2014 sur Showcase
- États-Unis : 8 mai 2015 sur Syfy
- France : 2 mars 2016 sur Numéro 23[8]

- États-Unis : 510 000 téléspectateurs[11] (première diffusion)

Bo et Tamsin sont en désaccord sur Mark, un jeune Fae qui ignore son identité de Fae. Celui-ci, étant pourchassé par un chasseur de Fae, leur demande de l'aide.
De son côté, Trick se tourne vers Dyson en lui demandant de faire équipe avec Vex sur une mystérieuse affaire.

### Épisode 5:Le Chat porte-bonheur
- Canada : 4 janvier 2015 sur Showcase
- États-Unis : 15 mai 2015 sur Syfy
- France : 3 mars 2016 sur Numéro 23[8]

- États-Unis : 463 000 téléspectateurs[12] (première diffusion)

Cassie, une amie oracle de Bo, a disparu. Au fil des recherches, Bo découvre que son amie était inscrite sur des sites de rencontres de Fae. Afin de retrouver le suspect, Bo décide de s'inscrire sur ces sites de rencontres pour le piéger et l'arrêter.

### Épisode 6:Heraclide
- Canada : 11 janvier 2015 sur Showcase
- États-Unis : 21 mai 2015 sur Syfy
- France : 4 mars 2016 sur Numéro 23[8]

- États-Unis : 881 000 téléspectateurs[13] (première diffusion)

### Épisode 7:Quand la nuit tombe
- Canada : 18 janvier 2015 sur Showcase
- États-Unis : 28 mai 2015 sur Syfy
- France : 7 mars 2016 sur Numéro 23[14]

- États-Unis : 583 000 téléspectateurs[15] (première diffusion)

### Épisode 8:Le Plus Grand Mal
- Canada : 25 janvier 2015 sur Showcase
- États-Unis : 4 juin 2015 sur Syfy
- France : 8 mars 2016 sur Numéro 23[14]

- États-Unis : 710 000 téléspectateurs[16] (première diffusion)

### Épisode 9:Le Retour d'Hadès
- Canada : 6 septembre 2015 sur Showcase[17]
- États-Unis : 1er février 2016 sur Syfy
- France : 9 mars 2016 sur Numéro 23[14]

### Épisode 10:Tel père, telle fille
- Canada : 13 septembre 2015 sur Showcase
- France : 10 mars 2016 sur Numéro 23[14]

### Épisode 11:L'Académie des valkyries
- Canada : 20 septembre 2015 sur Showcase
- France : 10 mars 2016 sur Numéro 23[14]

### Épisode 12:L'Égidie
- Canada : 27 septembre 2015 sur Showcase
- France : 11 mars 2016 sur Numéro 23[14]

### Épisode 13:Faux Semblant
- Canada : 4 octobre 2015 sur Showcase
- France : 11 mars 2016 sur Numéro 23[14]

### Épisode 14:Pour toujours dans nos cœurs
- Canada : 11 octobre 2015 sur Showcase
- France : 7 avril 2016 sur Numéro 23

### Épisode 15:Le Pyrippus
- Canada : 18 octobre 2015 sur Showcase
- France : 8 avril 2016 sur Numéro 23

### Épisode 16:Entre bien et mal
- Canada : 25 octobre 2015 sur Showcase
- France : 8 avril 2016 sur Numéro 23